# Epigonation

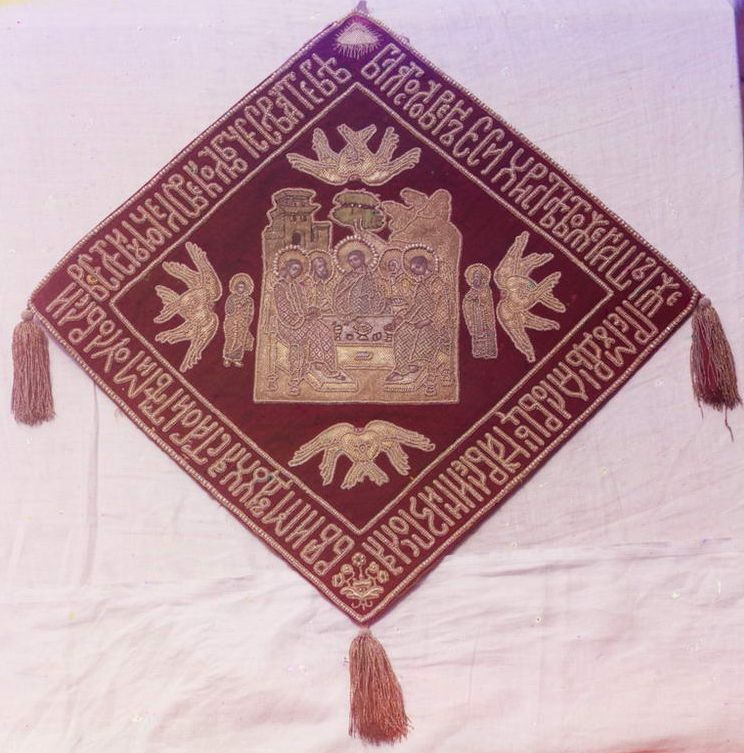
Palitza ricamato (c. 1911, Sergei Mikhailovich Prokudin-Gorskii).

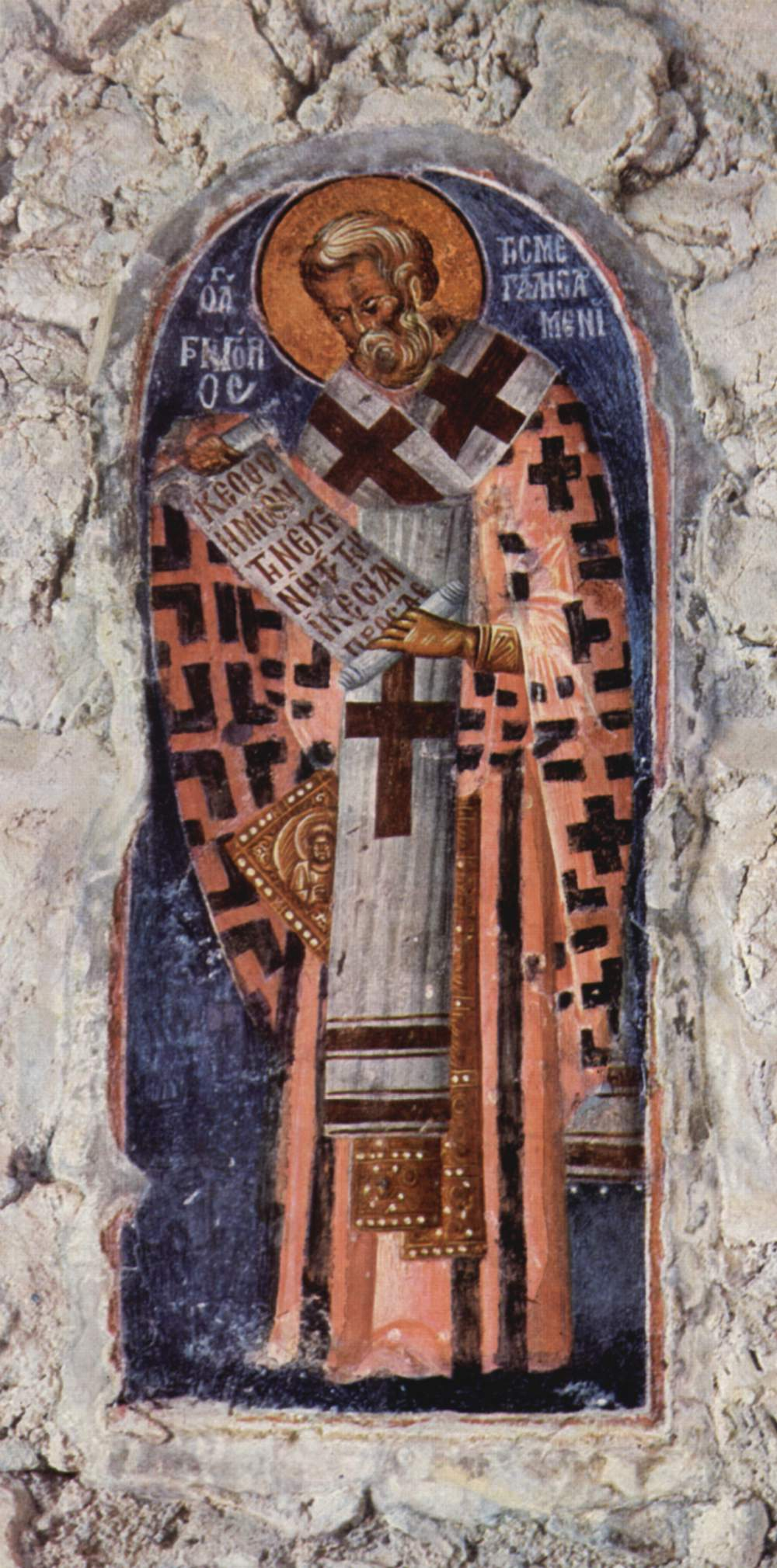
Affresco di san Gregorio Magno che indossa un epigonation dorato (il rombo dietro l'omophorion) ricamato con un'icona (XIV secolo, Mistra).

L'epigonation (greco: ἐπιγονάτιον, lett. "sopra il ginocchio") o palitza (russo: палица), è un paramento liturgico utilizzato in alcune chiese cristiane.

## Storia
L'origine dell'epigonation è incerto. Secondo alcuni storici si trattava di un tablion decorato o un para-coscia assegnato ai funzionari nell'impero bizantino, in origine militari e poi civili. Secondo altri era originariamente un fazzoletto ornamentale, chiamato encheirion, ossia "stoffa a mano", che ha ricevuto la sua forma attuale e il nome nel XII secolo. Nel primo caso non ha controparte occidentale; nel secondo caso corrisponderebbe al manipolo occidentale.
La prima ipotesi viene fatta risalire alla pratica degli imperatori bizantini che insignivano con spade cerimoniali i loro comandanti militari in riconoscimento del loro valore nel servire l'impero. Queste spade erano spesso accompagnate da elaborati para-coscia che venivano appesi alla cintura e proteggevano la gamba dalle escoriazioni dovute all'urto costante della spada contro la coscia. Quando gli imperatori cominciarono a dare i riconoscimenti al clero, veniva assegnato solo il para-coscia.

## Descrizione ed uso
Nella Chiesa ortodossa e nelle Chiese orientali cattoliche che seguono il rito bizantino, l'epigonation è indossato da tutti i vescovi, e come onore ecclesiastico per alcuni sacerdoti. 
Il paramento è un tessuto rigido, a forma di losanga, che pende sul lato destro del corpo sotto la vita, sospesa per un angolo ad una cinghia. Nella tradizione russa, è un premio per il servizio; nella tradizione greca di solito è un segno che il sacerdote ha un grado accademico avanzato ed il permesso di ascoltare le confessioni. Se ad un sacerdote russo è stato assegnato sia il nabedrennik che la palitza, egli sposta il primo a sinistra. Sta a simboleggiare la "spada dello Spirito, che è la Parola di Dio" (Ef 6,17); vale a dire, chi lo indossa difende la fede, colpendo tutto ciò che è impuro e vizioso.
Indossando la sua palitza, il chierico dice una specifica preghiera.
Durante il sacramento dell'ordinazione, il sacerdote o il diacono va in processione per tre volte intorno all'altare, dopo ogni giro si inchina davanti al vescovo e gli bacia l'epigonation e la sua mano destra. Inoltre, in alcune tradizioni liturgiche, quando un vescovo esegue un'ordinazione minore, come ad esempio la creazione di un suddiacono, egli pone il suo epigonation sopra la testa del candidato e recita la preghiera.